# Die Königstochter von Travankore
Die Königstochter von Travankore ist ein deutsches Monumental- und Ausstattungs-Stummfilmdrama aus dem Jahre 1917 von Otto Rippert.

## Handlung
Irgendwo in einer indischen Phantasiewelt vergangener Zeiten. Agra, die schöne Tochter des Königs von Travankore, liebt den jungen Baron Karwe (andere Quellen nennen ihn Käwe), soll aber auf Geheiß des Vaters, um zwei Dynastien zu vereinen, den Fürsten von Ighawar heiraten, mit dem sie schon als Kind zwangsverlobt wurde. Nun ist der Tag der Eheschließung gekommen: Ein Fest von kolossalem Aufwand mit gewaltigem Gepränge wurde auf die Beine gestellt, für die Straßenaufzüge hat man Elefanten und Kamele als Statisterie aufgeboten. Prächtige Gastmahle werden gegeben, er wird in jedem Sinne geprasst. Agra scheint sich dem Hochzeitswunsch der Organisatoren zu unterwerfen, doch ihr Herz gehört in Wahrheit noch immer Baron Karwe, der die junge Frau gleichfalls nicht aufgeben mag.
Nach dem Gastmahl begibt sich der Fürst zu einer Abschiedsfeier in den Liebestempel der Bajaderen. Auch der Baron hat sich mit „seiner“ Agra dorthin begeben, um den letzten Versuch zu wagen, seiner großen Liebe klarzumachen, dass sie ihr Leben an den Falschen gekettet hat. Ein Finsterling namens Malati, seines Zeichens Minister des Königs, hat jedoch eigene Pläne und aus diesem Grunde üble Gestalten gedungen, die den fürstlichen Nebenbuhler Karwe ermorden sollen. Doch die Schandtat trifft den Falschen, und der Fürst fällt der Bluttat zum Opfer. Rasch werden Karwe und Agra als Drahtzieher des Komplotts beschuldigt und als solche eingekerkert. Agra, so will es das Witwenurteil, soll dem Flammentod überantwortet werden, und rasch wird ein Scheiterhaufen aufgebaut. Im letzten Moment kann der wahre Übeltäter überführt werden, und die beiden Liebenden sinken sich schließlich in die Arme.

## Produktionsnotizen
Nachdem Regisseur Rippert im Vorjahr mit großem Erfolg das Großprojekt Homunculus auf die Beine gestellt hatte, überantwortete man ihm 1917 die Regie zu dem prachtentfaltenden Indien- und Liebesdrama Die Königstochter von Travankore. Die in den Studios der Eiko-Film in Berlin-Marienfelde entstandene Produktion wurde im Oktober 1917 der Zensur vorgelegt und noch im selben Monat im Rahmen einer Pressevorführung erstmals gezeigt. Ab dem November 1917 konnte man Die Königstochter von Travankore auch im Berliner Marmorhaus sehen. Die Länge des Fünfakters betrug ursprünglich 1619 Meter, es gab aber auch eine kürzere Fassung von 1256 Meter.

## Kritik
„Ein Filmwerk, das tatsächlich alles bisher Gesehene weit überbot. (…) Denn nur die kühnste Phantasie kann Bilder von solch märchenhafter Pracht und Schönheit schaffen, Zeiten … mittelalterlichen Glanzes stehen vor uns auf. Nur Reinhardt, der geniale Meister der modernen Bühnentechnik, hat es bis jetzt verstanden, Aehnliches zur Schau zu bringen. Eine wahre Augenweide boten die grandiosen Szenen des Hochzeitsfestes und daran anschließend die Straßenumzüge auf Kamelen und Elefanten. Die Tänze und Reigen der Bajaderen, der Besuch des Fürsten im Liebestempel, der Scheiterhaufen, auf dem Agra verbrannt werden soll und noch viele andere. So war der Rahmen beschaffen, in welchem sich die poetische, rührende Liebestragödie der Königstochter von Travankore abspielte. Die Photographie darf wohl als das beste gewertet werden, was moderne Technik schaffen kann.“